# Aleksandr Galkin
Aleksandr Galkin (nascut l'1 de febrer de 1979), és un jugador d'escacs rus, que té el títol de Gran Mestre des de 1997.
Tot i que roman pràcticament inactiu des de l'agost de 2013, a la llista d'Elo de la FIDE de l'octubre de 2015, hi tenia un Elo de 2611 punts, la qual cosa que en feia el jugador número 41 de Rússia. El seu màxim Elo va ser de 2626 punts, a la llista d'agost de 2012 (posició 158 al rànquing mundial).

## Resultats destacats en competició
El 1999 va guanyar el Campionat del món d'escacs júnior. El mateix any 1999 va formar part de l'equip rus que va participar en el Campionat d'Europa d'escacs per equips, a Batumi, on va fer un 57,1% de la puntuació possible, jugant al quart tauler